# 都城会幕
51°29′39″N 0°6′4″W / 51.49417°N 0.10111°W

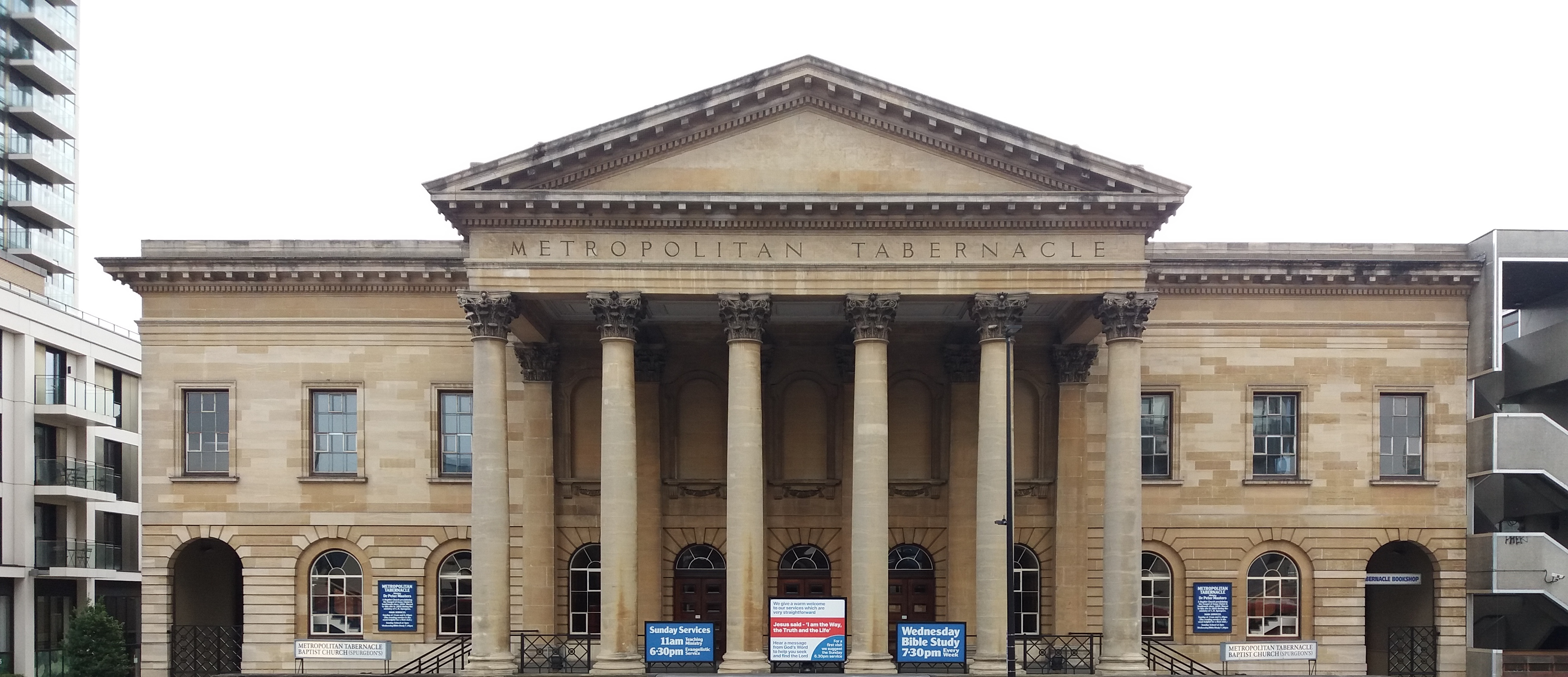
都城会幕

都城会幕（Metropolitan Tabernacle）是英国伦敦萨瑟克区象堡（Elephant and Castle）地区的一座大型浸信会教堂。它是1861年时最大的教会建筑，被认为是现代“巨型教会”的先驱。都城会幕自1650年开始聚会，在清教徒航海赴美洲不久。该堂历史上有许多著名的牧师，例如柯便雅悯（Benjamin Keach）、约翰吉尔（John Gill）、吕本（John Rippon）博士和司布真，现任牧师是Peter Masters博士。

## 历史
都城会幕的历史可追溯到1650年，当时英国国会禁止独立基督徒团体进行聚会。他们不畏迫害，直到1688年浸信会获准可以自由聚会。这时，他们在塔桥地区建立了自己的第一座小教堂。 
1720年，约翰吉尔开始担任该堂牧师达51年。1771年，吕本博士开始担任该堂牧师达63年。这一时期，这个教会经历了巨大的增长，成为英国最大的堂会之一。此后该教会衰落，到1850年人数已经很少。
1854年，都城会幕所有牧师中最著名的一位，只有20岁的司布真开始尽职，很快他就成为当时英国最受欢迎的讲道者。司布真尽职之初，都城会幕在新公园街礼拜堂聚会，但是很快变得拥挤，于是改为租用场地，先后在艾克特堂（Exeter Hall，可容2500到3000人）、舍里园音乐厅（Surrey Gardens Music Hall，可容一万至一万二千人）。 
在司布真尽职期间，决定为教会兴建永久的大型场所。地点选择在象堡，伦敦南区靠近泰晤士河的一个显要位置，部分原因是认为这里曾是萨瑟克殉道者被烧死的地方。教堂完成于1861年，3月18日献堂。司布真还创办了一所布道学院（今司布真学院）和孤儿院，许多著作今天仍在印行。
1887年，该教堂离开英国浸信会联合会，因为联合会受到自由主义神学的影响。司布真坚持这座教堂不能像其他许多教堂那样在信仰上“降级”（见司布真条目）。
1891年末，成员达到5311人（都城会幕能容纳6000人：5500个座位，500个站立位；都城会幕尺寸：长44米，宽25米，高21米） 。司布真去世于1892年。 
最初的教堂在1898年烧毁，只剩下门廊和地下室，重建的教堂在1941年德军轰炸伦敦时再次被摧毁。1957年再度按原貌重建，但是规模较小。 
二战以后，由于许多老信徒没有返回伦敦，教堂信徒人数大为减少。1970年，Peter Masters 博士担任牧师後，该教堂人数开始回升。现在能够支持每年开办一次的神学学校和牧师的在职进修神学院。

## 聚会
该教堂在星期日举行两个主要礼拜，一次在上午11时，另一次在下午6点半（传福音）。此外在星期天下午还有儿童主日学、圣经课程和教义课程。 
在周间，星期一晚上举行祷告聚会，星期三晚上举行读经聚会，学习圣经。